# AArch64
AArch64 або ARM64 — 64-бітне сімейство архітектур процесорів, розроблене компанією ARM. Вперше було представлене з архітектурою Armv8-A і мало багато оновлень розширень.